# Careful Saint
Careful Saint är det första fullängds studioalbumet av det norska black metal-bandet Wrath Passion. Albumet utgavs 2008 av skivbolaget Infest Records.

## Låtförteckning
1. "Corvus Corax" – 5:18
2. "Forpesta" – 5:00
3. "King of Destruction" – 4:18
4. "Helvetespreken" – 5:03
5. "Tordenskrammel" – 4:39
6. "Wrath Passion" – 3:55
7. "Outro" – 1:11

## Medverkande
Musiker (Careful Saint-medlemmar)
- Daniel Mark (Daniel Markussen) – alla instrument
- Orv von Draugsang – sång

Bidragande musiker
- Mortem (Per Helge Nerberg) – sång

Produktion
- Daniel Mark  – producent, ljudtekniker, ljudmix, logo
- K. (Kevin Chau) – omslagsdesign, omslagskonst, logo